# Péter Mihály Heinrich
Péter Mihály Heinrich (Sóvárad, 1929. május 11. – Marosvásárhely, 2024. december 28.) erdélyi magyar orvos, mikrobiológus. Péter H. Mária férje. A Magyar Tudományos Akadémia külső tagja 1998 óta.

## Életútja
A középiskolát a szászrégeni német gimnáziumban kezdte, majd a marosvásárhelyi Római Katolikus Főgimnáziumban folytatta, ahol 1948-ban érettségizett. Egyetemi tanulmányait a marosvásárhelyi Marosvásárhelyi Orvosi és Gyógyszerészeti Egyetem Általános Orvosi Karán 1954-ben érdemoklevéllel végezte. Két évig körorvos volt Bögözben, majd Mezőcsáváson. 1956-tól a marosvásárhelyi OGYI mikrobiológiai tanszékén volt gyakornok, tanársegéd (1957), adjunktus (1966), előadó tanár (1972), illetve professzor (1990). 1991-től 1999-ig, nyugdíjazásáig a tanszék vezetője. 1962-ben szakorvosi, 1965-ben főorvosi vizsgát tett. Az orvostudomány doktora (Jászvásár, 1971). Tanulmányúton járt Heidelbergben, Kielben (1973) és Bergenben (1993).
Tagja a Román Mikrobiológiai (1956), az Immunológiai (1979), a Sejtbiológiai (1984) Társaságnak, valamint a Magyar Mikrobiológiai Társaságnak (1992), a Magyar Egészségügyi Társaságnak (1993), az Erdélyi Múzeum-Egyesület egyik alelnöke 1994-től. A Magyar Tudományos Akadémia külső tagja 1998 óta, alapításától kezdve tagja a Kolozsvári Akadémiai Bizottságnak (KAB).

## Munkássága
Első szaktanulmányát 1958-ban az Orvosi Szemlében közölte. Több mint másfél száz szaktanulmányt felölelő tudományos tevékenysége az orvosi mikrobiológia több területére terjed ki. Önálló módszert dolgozott ki a húgycsőfolyások laboratóriumi kórjelzésére; kimutatta, hogy egyes sarjadzó gombák és bélbaktériumok kölcsönösen erősítik kórokozó képességüket; eredeti eljárást javasolt a száj mikroflórájának biocönózis-típusokba való sorolására; több dolgozata a felületi vizek mikrobás szennyeződésével foglalkozik. Közleményei hazai (Orvosi Szemle – Revista Medicală, Microbiologie, Dermato-Venerologia, Stomatologia, Igiena, Orvostudományi Értesítő) és külföldi (Nature, Zeitschrift für Innere Medizin, Zentralblatt für Bakteriologie, Zentralblatt für Mikrobiologie, Dermatologische Monatschrift, Acta Stomatologica Internationalia, Orvosi Hetilap, Lege Artis Medicinae) szaklapokban jelentek meg.
Szerzője a Vasile Bîlbîe és Nicolae Pozsgi szerkesztésében megjelent Bacteriologie medicală című kézikönyv (Marosvásárhely, 1985) egy fejezetének, társszerzője László Jánossal a Kórokozó mikroorganizmusok című kötetnek (Kolozsvár, 1988). Társszerkesztője a Genersich-emlékkönyvnek (Budapest–Marosvásárhely, 1994) és A marosvásárhelyi magyar nyelvű orvos- és gyógyszerészképzés 50 éve című kötetnek (Budapest, 1996 = Magyarságtudomány Könyvtára), mindkettőben több tanulmánya is megjelent.
Szerzője Az erdélyi fogorvoslás
történetéből  (Kvár, 2006) c. monográfiának, valamint  Péter H. Máriával együtt Az Erdélyi Múzeum-Egyesület Orvostudományi Szakosztályának százéves tevékenysége 1906-2006(Kvár, 2006) c. kötetnek, illetve a Hivatás és tudomány c. kötetbe írt fejezetnek (Kvár 2009), ami az EME 150 éves évfordulója alkalmából jelent meg. Orvosi szakszerkesztője és több címszó szerzője aRomániai Magyar Irodalmi Lexikonnak, a
3. kötettől kezdődően (Buk. 1994-től).
Önálló kőnyomatos jegyzete: Orvosi mikrobiológia fogorvostan-hallgatók részére (Marosvásárhely, 1979, 1988, 1996), amely román nyelven is három kiadást ért meg (Marosvásárhely, 1978, 1987, 1991). Román nyelvű gyakorlati jegyzete: Lucrări practice de microbiologie (Marosvásárhely, 1965, 1977, 1994). Ezeken kívül társszerzője még öt kőnyomatos egyetemi jegyzetnek. Ismeretterjesztő írásait az Előre, Korunk, A Hét, A Hét Évkönyve (1984), Hargita Kalendárium (1989) közölte.

## Főbb művei
- László János–Péter Mihály: Kórokozó mikroorganizmusok; Dacia, Cluj-Napoca, 1988
- Orvosi mikrobiológia. Fogorvostan-hallgatók részére; 3. átdolg. kiad.; Marosvásárhelyi Orvosi és Gyógyszerészeti Egyetem, Marosvásárhelyi, 1996
- Péter Mihály–Péter H. Mária: Az Erdélyi Múzeum-Egyesület Orvostudományi Szakosztályának százéves tevékenysége. 1906–2006; EME, Kolozsvár, 2006
- Az erdélyi fogorvoslás történetéből; Mentor, Marosvásárhely, 2006 (Erdély emlékezete)
- Erdélyi szerzők magyar nyelvű orvos- és gyógyszerészettörténeti munkái 1945–2015 között; összeáll. Péter H. Mária, Péter Mihály; Studium, Marosvásárhely, 2016
- Kötetlen önéletrajzom. Egy orvos életútja, adatok, emlékezések, 1929–2011; szerzői, Marosvásárhely, 2011

## Díjai, elismerései
- Munka érdemérem (1974)
- Genersich Antal-díj (1998, 2009)
- Pápai Páriz-díj (2002)
- Fehér Dániel emlékérem (2002)
- Arany János emlékérem (2004)
- Spielmann-díj (2004)
- Zsámboky János emlékérem (2006)
- A Magyar Köztársasági Érdemrend lovagkeresztje (2009)
- Mikó Imre Emlékérem (2009)
- Báthory-díj (2009),[2] Lencsés díj (2014)
- Marosvásárhely díszpolgára (2016)[3]